# Drangedal
Drangedal é uma comuna da Noruega, com 1 062 km² de área e 4 175 habitantes (censo de 2004).         